# Рашет Володимир Карлович
Рашет Володимир Карлович (рос. Рашет Владимир Карлович, 7 листопада 1812, Санкт-Петербург, Рос. імперія — 25 вересня 1880, Безансон, Франція) — російський металург, у 1863–1876 роках — директор Гірського департаменту. Розробив доменну піч власної конструкції — так звану «піч Рашета». Доменні печі Рашета будувалися у Російській імперії, в тому числі в Україні, у 70-х роках 19 століття.

## Біографія

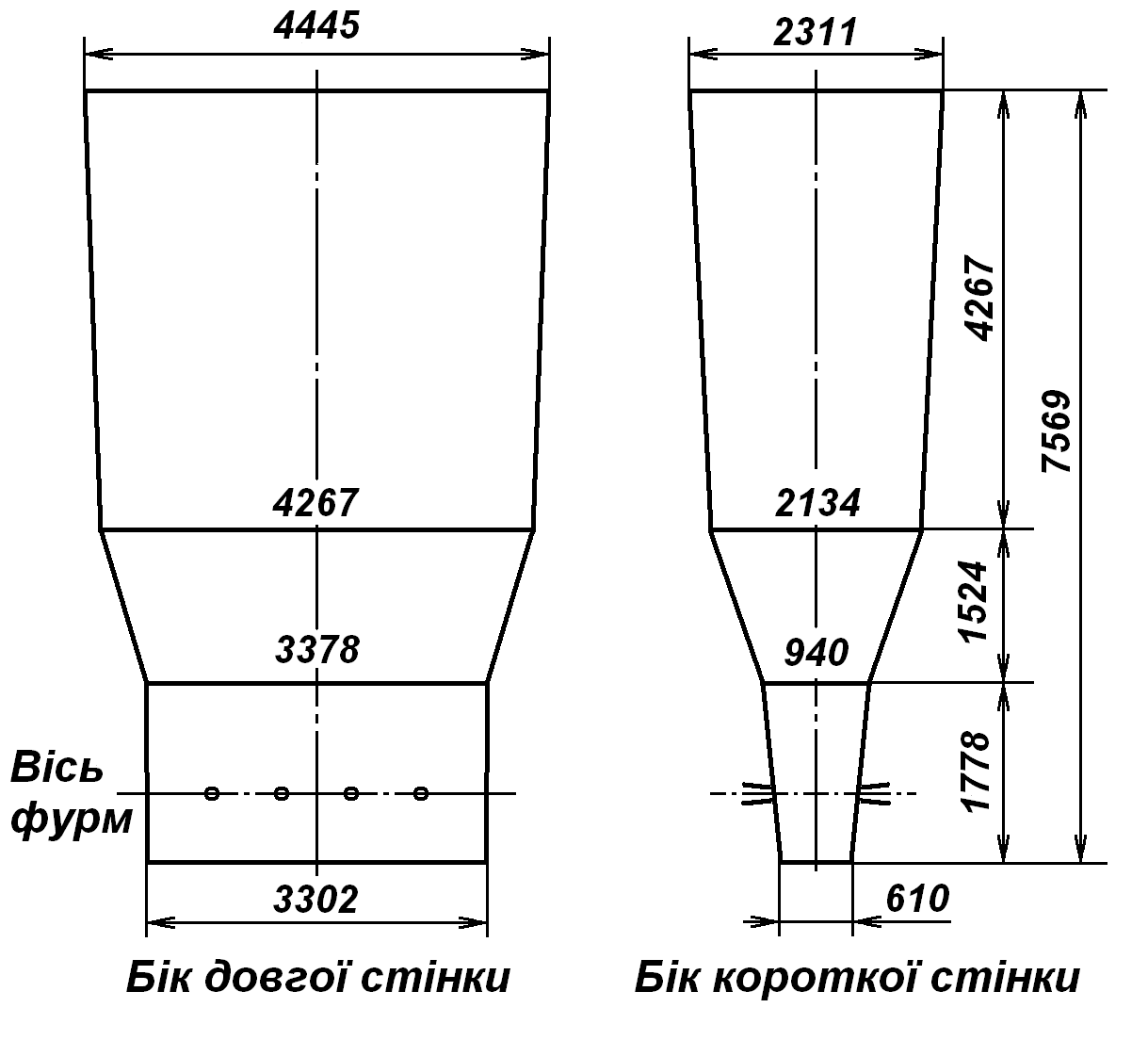
Профіль доменної печі Рашета з елептичним поперечним перерізом з заводу у Райволі, Фінляндія (тепер Рощино, РФ).

Народився 7 лютого 1812 року у Санкт-Пітербурзі в сім'ї значного державного чиновника. Дід Рашета — скульптор Жан Домінік Рашетт. Виховувався на державному утриманні у Гірському кадетському корпусі. 1833 року закінчив навчання і був відправлений у гірську школу у місті Фалун у Швеції. 1836 року повернувся зі Швеції і написав звіт «Про виробку штибового заліза у Швеції», що була надрукована 1838 року у «Гірському журналі».
Був відправлений лаборантом на заводи Гороблагодатського казенного гірського району у Кунгурському повіті Пермської губернії. У квітні 1841 року знову відправлений у Європу для вивчання європейського досвіду виробництва чавуну, заліза і сталі. 1844 року призначений управителем Нижньотуринського заводу Гороблагодатського гірського району і золотих промислів цього району.
У 1846 року одружився з князівною Катериною Максутовою. 1848 року Рашета введено у склад Гірського вченого комітету Корпусу гірських інженерів і призначено помічником управителя Олександрівської мануфактури, що виробляла папір, і управителем Лейхтенберзького заводу у Пітербурзі. 1855 року він звільнився з Олександрівської мануфактури, того ж року був введений у склад Ради Корпусу гірських інженерів Гірського депортаменту Міністерства фінансів.
1856 року був запрошений на посаду управителя приватного Нижньотагільського гірського округу, що належав Демидовим, і переїхав у Нижній Тагіл. Тут він розробив нову конструкцію доменної печі, однак йому не надали можливості побудувати її.
1863 року Рашет був призначений на посаду директора Гірського депатртамента. Вперше доменну піч Рашета було побудовано на Нейво-Рудянському заводі Верх-Ісетського гірського району. Пізніше печі конструкції Рашета були побудовані на кількох заводах Уралу. Піч його конструкції за його же наказом було побудовано на Петрівському заводі в Україні. Піч Рашета погано працювала на цьому заводі. Рашет розробив також проект шахтної печі для виплавки міді, свинцю і срібла.
Помер В. Рашет 25 вересня 1880 року у місті Безансон у Франції, де перебував на лікуванні.

## Твори
- Рашет В. К. О выделке полосового железа в Швеции // Горный журнал. — 1838. — № 1. — С. 129–174.
- Рашет В. К. О развитии в России горной промышленности и механического искусства посредством устройства железных дорог в центре уральской горной промышленности при помощи тарифных учреждений. — СПб., 1861.
- Рашет В. К. Рапорт г. министру финансов директора горного департамента // Горный журнал. — 1866. — № 5. — С. 4-5.